# Beroniscus capreolus
Beroniscus capreolus är en kräftdjursart som beskrevs av Albert Vandel 1967. Beroniscus capreolus ingår i släktet Beroniscus och familjen Trichoniscidae. Inga underarter finns listade i Catalogue of Life.